# Glypta crassa
Glypta crassa là một loài tò vò trong họ Ichneumonidae.